# Кингар ап Дивнуал
Кингар ап Дивнуал (валл. Cyngar ab Dyfnwal; род. ок. 490 года) — король Бринейха приблизительно с 510 года.

## Биография
В исторических источниках (например, в «Харлеанских генеалогиях») Кингар называется младшим сыном правителя Бринейха Дивнуала Лысого и братом Брана Старого. 
Король Дивнуал Лысый скончался около 510 года. После его смерти Кингар и Бран разделили Бринейх. Возможно они враждовали между собой. Если Кингар умер раньше Брана, то королём Бринейха после смерти Брана должен был стать сын Кингара Моркант Фулх.